# Megan Moroney
Megan Ann Moroney (Savannah, Georgia, 9 de octubre de 1997) es una cantante y compositora estadounidense de música country. Estreno su carrera musical con su primer sencillo, "Tennessee Orange", en 2022. Su álbum debut Lucky se lanzó el 5 de mayo de 2023 y alcanzó el top 40 de lista Billboard 200 de Estados Unidos.Lanzó su segundo álbum de estudio Am I Okay? el 12 de julio de 2024.

## Carrera Musical
Moroney nació el 9 de octubre de 1997 en Savannah, Georgia.
Comenzó a escuchar música country en su infancia y aprendió a tocar el piano. Mientras asistía a la Universidad de Georgia, abrió un concierto de Chase Rice, así como internado para Kristian Bush de Sugarland. En la universidad, estaba en la hermandad de mujeres Kappa Delta. Después de completar su carrera, se mudó a Nashville, Tennessee, en 2020 para comenzar una carrera musical. Se mantuvo en contacto con Bush, lo que llevó a que él le presentara a otros compositores. Lanzó su primer sencillo "Wonder" en 2021, lo que a su vez la llevó a lanzar una obra extendida titulada Pistol Made of Roses. Su siguiente sencillo fue "Tennessee Orange" en 2022, un tema en el que Bush actuó como productor.
Después del lanzamiento de la canción, Moroney recibió atención en las redes sociales por usar una camiseta de Tennessee Volunteers perteneciente a Morgan Wallen; generó rumores de que ella estaba saliendo con él, pero Moroney se mantuvo neutral cuando se le preguntó si los dos estaban en una relación. Después de que la canción se hizo popular a través de la transmisión en línea, Moroney firmó con Arista Nashville.
A finales de 2022, "Tennessee Orange" debutó en el puesto 94 en el Billboard Hot 100, lo que le dio a Moroney su primera entrada en las listas. En ese momento, la canción también apareció en Billboard Hot Country Songs y Country Airplay. Arista Nashville cerró mientras la canción subía en las listas y, como resultado, Moroney fue transferida a Columbia Records Nashville.

## Discografía
- Lucky (2023)
- Am I Okay? (2024)